# Ronnie Ekelund
Ronnie Michael Ekelund (ur. 21 sierpnia 1972 w Glostrup) – duński piłkarz występujący na pozycji pomocnika.

## Kariera klubowa
Ekelund karierę rozpoczynał w 1988 roku w zespole Brøndby IF. Zdobył z nim dwa mistrzostwa Danii (1990, 1991) oraz Puchar Danii (1989). W 1992 roku przeszedł do hiszpańskiej Barcelony. Przez dwa sezony występował jednak w jej drugiej drużynie. W barwach pierwszego zespołu rozegrał jedno spotkanie w Primera División. Było to 19 marca 1994 przeciwko Racingowi Santander (1:1).
Na sezon 1994/1995 został wypożyczony do angielskiego Southamptonu. W Premier League zadebiutował 17 września 1994 w zremisowanym 1:1 spotkaniu z Nottingham Forest. Po sezonie nie wrócił do Barcelony, ale był wypożyczany do Manchesteru City, Coventry City oraz Lyngby BK.
W 1996 roku Ekelund został graczem Odense BK. W sezonie 1997/1998 spadł z nim z pierwszej ligi do drugiej. W następnym awansował jednak z powrotem do pierwszej. W 1999 roku odszedł z Odense. W sezonie 1999/2000 występował we francuskim drugoligowcu, Toulouse FC. Następnie grał też w angielskim Walsall (Division Two).
W 2001 roku Ekelund podpisał kontrakt z amerykańskim San Jose Earthquakes. W MLS zadebiutował 28 kwietnia 2001 w zremisowanym 0:0 pojedynku z Kansas City Wizards. W sezonach 2001 oraz 2003 zdobył z nim MLS Cup. W 2005 roku przeniósł się do drużyny California Cougars, gdzie w 2006 roku zakończył karierę.

## Kariera reprezentacyjna
Ekelund jest byłym reprezentantem Danii U-17, U-19 oraz U-21. W 1992 roku jako zawodnik kadry U-21 wziął udział w Letnich Igrzyskach Olimpijskich, zakończonych przez Danię na fazie grupowej.